# 諏訪原城
諏訪原城（すわはらじょう）は、遠江国榛原郡金谷（現在の静岡県島田市金谷）にあった戦国時代の日本の城（山城）。諏訪之原城とも書く。甲斐の武田氏が築城。城内に諏訪大明神を祀ったことからこの名が付いたとされる。徳川氏時代の城名は牧野城。『家忠日記』には牧野城のほか牧野原城とも記載。東照宮御実紀（徳川実紀）に、牧野の城（諏訪原をいふ）と記載。
現在は建築物は残っていないものの、堀・曲輪・馬出などの遺構がはっきりと残り、戦国時代の武田氏・徳川氏の築城様式を知る上で貴重なものとなっている。国の史跡に指定されている。

## 立地
諏訪原城（牧野城）は遠江国の東端近くの牧之原台地の舌状台地の先端部に立地する。城のすぐ南を東海道が通り、東の金谷坂を下ると大井川をまたいで駿河国に入り、西の菊川坂を下ると小夜の中山を経由して掛川（現掛川市中心部）を中心としたやや広めの盆地部に出る。また、南に牧之原台地を下ると、菊川下流域の平野部に出る。
丸馬出及び三日月堀が3ないし5箇所あり、枡形虎口などの遺構も残る。城の三方は台地の断崖となっており、前面の巨大な空堀がこの断崖へと続く。

## 歴史
武田軍が遠江（徳川領）攻略の出城として築城し、天正3年（1575年）には武田氏と徳川氏で戦いが繰り広げられたが、同年8月落城以降は徳川氏の城となる。

### 築城
永禄12年（1569年）、駿河・遠江を領していた今川氏が武田氏と徳川氏に挟撃され滅亡し、駿河は武田氏に、遠江は徳川氏の所領となった。しかし、間もなく両氏は争うようになり、元亀2年（1571年）に武田氏当主・武田信玄は遠江南東部の高天神城を攻撃した。このときは落城させることができず撤退したが、翌元亀3年（1572年）には徳川氏に攻勢をかけ、二俣城などの諸城を落城させ、さらに本拠地・浜松城から討って出た徳川氏当主・徳川家康を三方ヶ原の戦いで破った。
翌元亀4年4月（1573年5月）、信玄は病死するものの、跡目を継いだ武田勝頼も遠江の獲得を目論んだ。天正元年（1573年）の諏訪原城の築城もその一環であり、普請奉行馬場信春、その補佐を武田信豊に命じ、東海道沿いの牧之原台地上に城を築かせたという。ただし、このことを記す史料が『甲陽軍鑑』など後代に成立した史料のため、築城者については確定できないものの、この時期の築城は間違いないと考えられている（『武徳編年集成』には永禄12年（1569年）に「金谷城」を築城したとあるが、この城が諏訪原城と同一かどうかは断定できない）。信玄後期から勝頼期に建設された城郭の特徴である、台地の突端部を利用し戦闘正面を限定させる構造となっている。小山城と共に、大井川西岸の防衛線及び高天神城への補給線を確保する重要な拠点となった。

### 武田氏と徳川氏による争奪戦
その後も勝頼は遠江への攻勢を強め、天正2年（1574年）には主要拠点であった高天神城も武田氏の手中としている。ところが天正3年（1575年）5月、長篠の戦いで武田軍が織田徳川連合軍に大敗した。徳川家康は直ちに反攻に転じて三河・遠江の武田氏の各拠点の攻略に乗り出し、諏訪原城も7月中旬ごろから徳川軍により包囲された。武田方は在番衆の今福虎孝や室賀満正、小泉昌宗以下抗戦の構えを見せ、1ヶ月余りの攻防戦が繰り広げられた。しかし、徳川軍による包囲と攻撃を支えることができず、また敗戦の痛手から勝頼が援軍を派遣できなかったこともあり、開城し城兵は小山城に退去した。徳川氏が奪取した日時は、天正3年8月（日付は異同あり）とされる。
攻略後、徳川氏はこの城を拠点に武田軍の監視・牽制や駿河国への攻撃を続け、殊に高天神城への大井川沿いの補給路を封じたことで戦いを有利に導いた。またこの間、徳川氏は城の大規模な改修を行っており、現在見られる城の遺構はこの時代のものになる。

### 廃城以後
その後、天正10年（1582年）3月、甲州征伐で武田氏が滅亡すると牧野城の存在意義が薄れ、天正18年（1590年）に廃城となった。
明治維新を迎えると、元将軍の徳川慶喜が駿府に配されると慶喜を慕って随従した旧幕臣たちが、自活のために荒廃していた牧野城周辺に移住して開墾し主に茶畑とした。現在も城址一帯は茶畑となっているが、比較的保存状態が良く、大掛かりな堀や曲輪などが残っている。
昭和29年（1954年）3月26日、城跡の一部が静岡県の史跡に指定され、発掘調査を経て昭和50年（1975年）11月25日には国の史跡に指定、平成14年（2002年）12月19日には一部区域が追加指定を受けている 。現在の史跡指定地は、南北約580m、東西約1,450m、約11万3千m2に及んでいる。
平成29年（2017年）4月6日、「続日本100名城」（146番）に選定された。

## 城主・城番
武田氏の城主・城番は諸説あるが、落城時は武田氏家臣今福氏や信濃小県郡の国衆室賀・小泉氏などが城番であったとされる。
徳川家康は諏訪原城を手に入れると、城主として一時的に今川氏真が任じられた以外は、常駐の城番（定番衆と呼ばれた、松平家忠（甚太郎、東条城主）・牧野康成（新次郎、牛久保城主）など）を複数置く一方、別に交替で守備や普請を担当する交代番の人々（牧野番と呼ばれ、西郷家員（孫九郎、西山城主）・松平家忠（又八郎、深溝城主）・戸田康長（新六郎、二連木城主））を定め、交替は西郷氏→松平氏→戸田氏の順でほぼ半年毎に約1か月間勤めた。この守備体制は天正10年（1582年）の甲斐武田氏滅亡まで継続された。

## 牧野城への改名
天正3年8月に諏訪原城が徳川方の手に入ると家康は喜び、古代中国の故事にちなんで牧野城と呼称を改めたとされる。
すなわち、周の武王が殷の帝辛（紂王）を牧野（ぼくや、中国の地名）に破った故事により、周王朝から松平康親を周防守に改称させ、また牧野康成の名字と故事の起きた地名牧野（ぼくや）が通じていることから、縁起の良い名称として牧野城に改めたとされる（「寛政重修諸家譜」）。
- 家忠日記と常山紀談の記述の相違

『家忠日記』では、天正6年の遠江国牧野城についての堀普請の記述があるが、すでに諏訪原城という呼称の記載はない。また、家忠日記では、「牧野原城帰陣」、「牧野城普請」、「牧野原普請出来て」、と記載あるため、牧野原城とも呼称していたようである。
『常山紀談』に、「松平忠次諏訪原城を守らるゝ事」、として、諏訪の原の城を牧野の城と改めたとあるが、同時代史料の家忠日記に、松平忠次が城主をした（記述はなく、別の人物）、牧野城に改名したという記述はない。
- 牧野氏寄りの東三河郷土文献類の記述

『牛窪記』に初出、『牛窪密談記』、『宮嶋伝記』、『参河国聞書』、『牧野家家史』では、おおむね話のあらすじが同じで、諏訪原城を攻めて落城させた後、松平康親と牧野右馬允を城主に派遣し、守護させる。この時、徳川家康が、牧野氏の牧野と中国の故事に通じることから、牧野城（牧野原城）と改めたという。その後、天正7年（1579年）まで守護したという。牧野家譜では、松平康親と牧野右馬允と交代して守備し、天正12年（1584年）まで、牧野康成が守るとある、また、中国の故事の牧野（ぼくや）になぞらえて牧野と名付けたのは、俗説で誤りとしている。
前出の家忠日記にある、松平甚太郎、西郷家員、松平家忠の牧野城番については、一切触れていない。

## 発掘調査
平成21年（2009年）から27年（2015年）にかけて、諏訪原城の発掘調査が行われた。発掘調査の成果として、元来は甲州流築城術の典型とされた縄張の内、武田氏時代に構築されたのは本丸と南端にある小型の丸馬出のみと判明した。
結果として二の丸やそれに付随する大型の丸馬出は徳川氏が整備した可能性が高く、これまでの丸馬出＝武田氏の築城という固定観念の見直しや、低評価だった徳川氏の築城技術に対する再検討を促すことになった。
平成28年度（2016年）には発掘調査に基づき、二の丸北馬出にあった薬医門が復元された。

## 交通アクセス
- 東海道本線金谷駅から西へ徒歩30分。駅から旧東海道の石畳を登ってしばらく歩くと城跡に至る。また、金谷駅から島田市営のコミュニティバス（菊川神谷城線）も利用できる（平日は5往復、土曜・日曜・祝休日は3往復）[9]。